# Majurec
Majurec falu Horvátországban Kapronca-Kőrös megyében. Közigazgatásilag Kőröshöz tartozik.

## Fekvése
Köröstől 4 km-re keletre a Glogovnica-patak partján fekszik.

## Története
1857-ben 131, 1910-ben 268 lakosa volt. Trianonig Belovár-Kőrös vármegye Körösi járásához tartozott. 2001-ben 425 lakosa volt.

## Nevezetességei
Szent Leopold Bogdan Mandić tiszteletére szentelt kápolnája.

## Külső hivatkozások
Körös város hivatalos oldala